# توماس سندرز (اینترنت)
توماس سندرز (انگلیسی: Thomas Sanders؛ زادهٔ ۲۵ آوریل ۱۹۸۹) یک شخصیت اینترنتی معروف در یوتیوب و واین است. وی با داشتن ۸٫۳ میلیون دنبال‌کننده در واین، یکی از موفق‌ترین شخصیت‌ها محسوب می‌شود.